# Urbanics Kálmán
Sárkeresztúri Urbanics Kálmán István János (Makó, 1884. június 15. – Budapest, 1945. április 12.) magyar országgyűlési képviselő.

## Életpályája
Anyai ágon az erdélyi örmény család leszármazottja, nagyanyja gyergyószentmiklósi Kövér Paulina.  
Középiskolai tanulmányait Makón és Szegeden végezte el. Egyetemeit Budapesten és Kolozsvárott járta ki. 1906-ban közigazgatási gyakornok volt. 1907-ben vármegyei aljegyző és Mezőkovácsháza szolgabírája lett. 1912-ben Makó főszolgabírája lett. 1914-től Csanád vármegye főszolgabírája volt.
1922-1926 között nemzetgyűlési, 1927-1931 között országgyűlési képviselő volt a nagylaki választókerületben. Az 1920-as években az Első Makói Sertéshizlaló és Húsipari Rt., valamint a Csanád vármegyei Központi Járási Gazdaszövetkezet elnökigazgatója, a Makói Mezőgazdasági Rt. igazgatója, az Arad–Csanádi Gazdasági Takarékpénztár igazgatósági tagja, a Csanád vármegyei Gazdasági Egyesület tagja, a Vármegyék és Városok Országos Mentőegyesületének ügyvezető igazgatója.

## Családja
Szülei: Urbanics Kálmán Mihály László (1849–1891) megyei árvaszéki ülnök és battonyai Hervay Ágnes Ida Jozefa Ilona (1862-?) voltak. 1909. április 20-án Kunágotán házasságot kötött Sármezey Mária Erzsébet Augusztával (1890–1967). Öt gyermekük született: Kálmán (1910–1977) huszárhadnagy, Antal Béla Károly Endre (1911–1924), Mária (1912–1992), Ágnes (1914-?) és Sára (1915–1997).

## Díjai, kitüntetései
- polgári érdemkereszt II. fokozata